# 지방도 제342호선
지방도 제342호선은 경기도 성남시 수정구 복정동과 양평군 양동면 금왕리를 잇는 경기도의 지방도이다. 과거에는 전 구간이 지방도 제308호선이었다.
2014년 9월 25일에 양평군 용문면 화전리 ~ 마룡리간 2.5 km 구간이 개통되었다.

## 연혁
- 2005년 3월 28일 : 기존 지방도 제308호선인 '성남 ~ 중부선'을 폐지[2]
- 2005년 3월 28일 : 지방도 제342호선을 새로 지정[3]
- 2015년 2월 10일 : 양평군 용문면 화전리 ~ 마룡리 2.7 km 구간 개통[4]

## 주요 경유지
- 성남시
  - 수정구 복정역 - 송파 나들목 - 창곡 교차로(남위례역) - 산성역사거리 (산성역) - 영성여자중학교 - 한국폴리텍대학 성남캠퍼스 - 창곡여자중학교, 창곡중학교 - 단대동 - 산성터널 (167m)
- 광주시
  - 남한산성면 산성터널 (167m) - 산성종로 - 남한산초등학교 - 남한산성 동문 - 검복리 - 오전리 - 석문교 - 군월교 - 광지원교 - 남한산성입구삼거리 - 광지원초등학교 - 번천2교 - 상번천리삼거리 - 번천1교 - 상번천리 - 도마치고개
  - 퇴촌면 도마치고개 - 도마리 - 도마삼거리 - 광동교 - 광동삼거리 - 남종입구 - 오리교 - 퇴촌남종통합보건지소 - 오리 - 성황당고개
  - 남종면 성황당고개 - 금사교 - 망조고개 - 분원리 - 분원초등학교 - 여우고개 - 귀여교 - 귀여리 - 검천리 - 수청리 - 샛고개 (웃고개) - 수청교
- 양평군
  - 강하면 운심리 - 운심교 서단 - 영동교 - (미개통 구간 : 왕창1리 - 동오리 - 성덕리)
  - 강상면 (미개통 구간 : 병산리) - 병산2리 - 송학리 - 송학교 - 신화리 - 화양2리 - (미개통 구간)
  - 양평읍 (미개통 구간) - 회현2리 - 맥결고개 - 흑천교
  - 개군면 흑천교 - (미개통 구간 : 공세리 - 원덕교)
  - 양평읍 (미개통 구간 : 원덕교 - 원덕역 - 원덕리) - 봉성2리
  - 용문면 삼성육교 - 삼성교 - 삼성리 - 화전삼거리 - 화전2리 - 화전교 동단
  - 지평면 의병교 - 지평의병 교차로 - 지평역 - 지평사거리 - 지평초등학교 - 지평면사무소 - 지제교 - 월산2교 - 망미1교 서단 - 망미1교 - 월산교 - 월산리 - 모라치고개 - (비포장 구간 : 무왕리 - 한치고개)
  - 양동면 (비포장 구간 : 한치고개 - 고송리) - 고송1리 - 고송1교 - 양동초등학교 고송분교 - 턱걸이고개 - 금왕교 - 금왕리

## 중복 구간
- 광주시 남한산성면 남한산성입구삼거리 ~ 상번천리삼거리 : 국도 제43호선과 중복
- 광주시 남한산성면 상번천리삼거리 ~ 퇴촌면 도마삼거리 : 국도 제45호선과 중복
- 광주시 퇴촌면 도마삼거리 ~ 남종입구 : 국가지원지방도 제88호선과 중복
- 양평군 강하면 운심교 서단 ~ 영동교 남단 : 국가지원지방도 제88호선과 중복
- 양평군 용문면 화전교 동단 ~ 지평면 망미1교 서단 : 지방도 제341호선과 중복

## 도로명
- 성남시 수정구 복정동 ~ 산성역사거리 : 헌릉로
- 성남시 수정구 산성역사거리 ~ 단대동 : 수정로
- 성남시 수정구 단대동 ~ 광주시 남한산성면 남한산성입구삼거리 : 남한산성로
- 광주시 남한산성면 남한산성입구삼거리 ~ 상번천리삼거리 : 회안대로
- 광주시 남한산성면 상번천리삼거리 ~ 퇴촌면 도마삼거리 : 태허정로
- 광주시 퇴촌면 도마삼거리 ~ 남종입구 : 천진암로
- 광주시 퇴촌면 남종입구 ~ 양평군 강하면 운심교 서단 : 산수로
- 양평군 강하면 운심교 서단 ~ 영동교 남단 : 왕창로
- 양평군 강상면 병산2리 ~ 화양2리 : 강상로
- 양평군 양평읍 회현2리 ~ 흑천교 북단 : 충신로
- 양평군 양평읍 흑천교 북단 ~ 흑천교 : 샘뜰길
- 양평군 개군면 흑천교 ~ 흑천교 남단 : 신내길
- 양평군 양평읍 원덕리 ~ 봉성2리 : 원덕흑천길
- 양평군 양평읍 봉성2리 ~ 용문면 삼성교 서단 : 대흥로
- 양평군 용문면 삼성교 서단 ~ 화전삼거리 : 용문삼성로
- 양평군 용문면 화전삼거리 ~ 화전교 동단 : 화전로
- 양평군 용문면 화전교 동단 ~ 지평면 지평의병 교차로 : 그릇고갯길
- 양평군 지평면 지평의병 교차로 ~ 망미1교 서단 : 지평의병로
- 양평군 지평면 망미1교 서단 ~ 무왕리 : 금의길
- 양평군 지평면 무왕리 ~ 양동면 고송1리 : 모라치길
- 양평군 양동면 고송1리 ~ 양동초등학교 고송분교 : 고송길
- 양평군 양동면 양동초등학교 고송분교 : 양동로

## 같이 보기
- 지방도 제319호선